# David Grann
Œuvres principales
- La Cité perdue de Z
- La Note américaine

David Grann, né le 10 mars 1967 à New York, est un journaliste et écrivain américain.

## Biographie

### Famille et formation
La mère de David Grann, Phyllis, est directrice de la maison d'édition Penguin Putnam, la filiale américaine de Penguin et la première femme à diriger une « grande » maison d'édition aux États-Unis. Son père est oncologue.
En 1989, il obtient une maîtrise en relations internationales.

### Carrière de journaliste
Jusqu'en 2003, Grann est rédacteur en chef de The Hill, un journal qui couvre l'actualité politique et institutionnelle de Washington.
Il travaille depuis 2003 comme journaliste au New Yorker.

## Œuvres traduites en français

### Récits
- Un crime parfait : un polar postmoderne, Allia, 2009 ((en) True Crime: A postmodern murder mystery, The New Yorker, 2008), trad. Violaine Huisman, 80 p.  (ISBN 978-2844853257)
- Le Caméléon : les multiples vies de Frédéric Bourdin, Allia, 2009 ((en) The Chameleon: The many lives of Frédéric Bourdin, The New Yorker, 2008), trad. Claire Debru, 87 p.  (ISBN 978-2844853240)
- Trial by fire : L'État du Texas a-t-il exécuté un innocent ?, Allia, 2010 ((en) Trial by Fire: Did Texas execute an innocent man?, The New Yorker, 2009), trad. Marianne Reiner, 124 p.  (ISBN 978-2844853578)
- La Cité perdue de Z, Robert Laffont, 2010 ((en) The Lost City of Z: A Tale of Deadly Obsession in the Amazon, Doubleday, 2009), trad. Marie-Hélène Sabard, 364 p.  (ISBN 978-2221112076)
- Chronique d'un meurtre annoncé, Allia, 2013 ((en) A Murder Foretold: Unravelling the ultimate political conspiracy, The New Yorker, 2011), trad. Damien Aubel, 112 p.  (ISBN 978-2844856005)
- The Yankee comandante : une histoire d'amour, de révolution & de trahison, Allia, 2015 ((en) The Yankee Comandante: A story of love, revolution, and betrayal, The New Yorker, 2012), trad. Valeria Costa-Kostritsky, 128 p.  (ISBN 978-2844859433)
- La Note américaine, Éditions Globe, 2018 ((en) Killers of the Flower Moon: The Osage Murders and the Birth of the FBI, Doubleday, 2017), trad. Cyril Gay, 362 p.  (ISBN 978-2211232890)
- Le Diable et Sherlock Holmes, Sous-sol, 2019 ((en) The Devil and Sherlock Holmes. Tales of Murder, Doubleday, 2010), trad. Johan-Frédérik Hel Guedj, Marianne Reiner, Claire Debru et Violaine Huisman, 464 p.  (ISBN 978-2364683860)
- The White Darkness, Sous-sol, 2021 ((en) The White Darkness, Doubleday, 2021), trad. Johan-Frédérik Hel Guedj, 160 p.  (ISBN 978-2364684072)
- Les Naufragés du Wager : Une histoire de naufrage, de mutinerie et de meurtres, Sous-sol, 2023 ((en) The Wager: A Tale of Shipwreck, Mutiny and Murder, Doubleday, 2023), trad. Johan-Frédérik Hel Guedj, 448 p.  (ISBN 978-0385534260). Récit du naufrage du Wager en 1739.

## Adaptations
Son article Trial by Fire de 2009 est adapté en 2018 dans le film L'Épreuve du feu. Son article de presse The Old Man and the Gun, paru dans The New Yorker, est porté à l'écran par David Lowery dans The Old Man and the Gun (2018).
La Cité perdue de Z est porté au cinéma par James Gray sous le titre The Lost City of Z (2016).
La Note américaine est adapté au cinéma par Martin Scorsese avec Killers of the Flower Moon, sélectionné en compétition au festival de Cannes 2023.
En 2023, son livre The Yankee Comandante est adapté au cinéma par Jeff Nichols, avec Adam Driver dans le rôle principal. Cette même année, il est annoncé que Martin Scorsese va adapter son nouvel ouvrage, Les Naufragés du Wager (2023).